# Flamskväv
Flamskväv betyder egentligen vävnad som kommer från Flandern, men har blivit synonymt med vävtekniken som används. Det är en förenklad gobelängteknik. 

Svarvad stol med flamskväv, 1660 cirka. Finns på Skoklosters slott.

Flamskvävnader har använts till dynor för stolar, bänkar och åkdon hos förmöget folk, företrädesvis i södra Sverige. Inslagen plockas in och skapar mjuka konturlinjer men samtidigt skarpa övergångar mellan färgerna. Vävningen utförs ofta i en särskild flamskvävstol i stående läge, med en lodrät varp som kan rullas nedåt, men i Blekinge har liggande varp brukats. För mindre flamskvävnader kan en enklare vävram användas i horisontellt läge.

## Flamskväv i Sverige
Flamskväven är i Sverige en nyhet, som först genom att Gustav Vasa inkallade flamländska vävare, troligen på 1540-talet blev känd här. Den spreds till allmogen söderifrån över Skåne och västerifrån genom Norge till Dalarna och Jämtland. Mönstren varierar rätt mycket i olika landskap, och utgörs ofta av tämligen starkt stiliserade växtmotiv, men även särskilt i Smålands mera högreståndsbetonade flamskvävar av figurmotiv, vanligen av religiös art. Blekinges mer geometriska flamskvävar intar en särställning både i mönster och teknik, vilken står nära röllakan.
Flamskvävning ingår sedan 30 maj 2024 i Sveriges förteckning över immateriella kulturarv.